# Hossein Sheiban
Hossein Sheiban, född 23 juli 1963 i Teheran i Iran, är en svensk historiker. 
Sheiban, som är docent i historia och universitetslektor vid Stockholms universitet, har forskat i integrationen av invandrare i Sverige vid 1900-talets slut i jämförelse med försöken att integrera arbetarna i det borgerliga samhället i början av 1800-talet. Hans doktorsavhandling från 2002 analyserar disciplinering som en drivkraft  bakom stadsplanering i Stockholm under 1800-talets andra hälft. Sheiban har på senare år undersökt kritiken av religionen hos klassiska persiska poeter i spaning efter en tidig, alternativ modernitet inom den islamiska och persiska civilisationen. Han uppvisar förekomsten av en religionskritisk diskurs hos persiska klassiska poeter som Sa‘di under 1200- samt ‘Obayd och Hafez under 1300-talet. Detta är tänkt som ett inlägg i den pågående forskningen om den misslyckade erfarenheten av moderniteten i Iran.